# Parallaxis respersa
Parallaxis respersa är en insektsart som beskrevs av Mcatee 1926. Parallaxis respersa ingår i släktet Parallaxis och familjen dvärgstritar. Utöver nominatformen finns också underarten P. r. decrepita.